# Mistrzostwa świata juniorów w biathlonie
Mistrzostwa świata juniorów w biathlonie to główna impreza dla młodych biathlonistów z całego świata. Pierwsze mistrzostwa świata juniorów w biathlonie odbyły się w 1967 r. w Altenbergu w ówczesnym NRD. Od tego czasu rozgrywane są corocznie.
Początkowo na mistrzostwach rywalizowali tylko mężczyźni. Zawody dla kobiet po raz pierwszy rozegrano w 1989 r. Granica wieku dla uczestników wynosi 23 lata.
Od 1967 r. do 1988 r. mistrzostwa świata juniorów odbywały się w tym samym mieście co mistrzostwa świata w biathlonie. Do tej pory dwa polskie miasta organizowały MŚJ w biathlonie: Zakopane w 1969 r. oraz Kościelisko w 2003 r.

## Organizatorzy
- 1967  Altenberg
- 1968  Luleå
- 1969  Zakopane
- 1970  Östersund
- 1971  Hämeenlinna
- 1972  Linthal
- 1973  Lake Placid
- 1974  Mińsk
- 1975  Rasen-Antholz
- 1976  Mińsk
- 1977  Lillehammer
- 1978  Hochfilzen
- 1979  Ruhpolding
- 1980  Sarajewo
- 1981  Lahti
- 1982  Mińsk
- 1983  Rasen-Antholz
- 1984  Chamonix
- 1985  Egg
- 1986  Falun
- 1987  Lahti
- 1988  Chamonix
- 1989  Voss
- 1990  Sodankylä
- 1991  Galyatető
- 1992  Canmore
- 1993  Ruhpolding
- 1994  Osrblie
- 1995  Andermatt
- 1996  Kontiolahti
- 1997  Forni Avoltri
- 1998  Valcartier
- 1999  Pokljuka
- 2000  Hochfilzen
- 2001  Chanty-Mansyjsk
- 2002  Ridnaun
- 2003  Kościelisko
- 2004  Haute Maurienne
- 2005  Kontiolahti
- 2006  Presque Isle
- 2007  Martell
- 2008  Ruhpolding
- 2009  Canmore
- 2010  Torsby
- 2011  Nové Město na Moravě
- 2012  Kontiolahti
- 2013  Obertilliach
- 2014  Presque Isle
- 2015  Raubiczy
- 2016  Cheile Grădiștei
- 2017  Osrblie
- 2018  Otepää
- 2019  Osrblie
- 2020  Lenzerheide
- 2021  Obertilliach
- 2022  Soldier Hollow
- 2023  Szczuczyńsk
- 2024  Otepää
- 2025  Östersund
- 2026  Arber